# Teoria dels colors
Teoria dels colors (títol original en alemany: Zur Farbenlehre) és un llibre escrit per Johann Wolfgang von Goethe (1749 - 1832) entre el 1790 i el 1810 i publicat el 1810. Conté algunes de les primeres i més precises descripcions de les ombres acolorides, la refracció, l'acromatisme o l'hipercromatisme.

## Estructura
El llibre presenta tres parts ben diferenciades: la part didàctica, on exposa la major part de les seves idees; la part polèmica, on impugna i desmonta la teoria òptica newtoniana; i la part històrica, consistent en una extensa recopilació de documents i textos sobre la llum i el color des de l'antiguitat fins als seus dies.

## Teoria: Efecte sensible - moral del color
Segons Goethe, l'ull humà pot en tot moment produir el color, per tant és complagut quan des de fora li és ofert. La retina, en rebre un color, produeix instantàniament un altre color que comprengui la totalitat del cercle cromàtic. Les combinacions que Goethe desglossà són les següents:
- Blau - groc: la combinació més simple de totes. Pobra o deficient, ja que li falta per complet el vermell.
- Groc - lila: es veuen els dos extrems del costat actiu sense que quedi expressat el desenvolupament constant.
- Blau - lila: extrems del costat passiu.
- Vermell groguenc - Vermell blavós: Combinació dels extrems exaltats dels dos costats. Fascinant i sublim. S'entreveu el color lila.

Els actius amb negre guanyen en energia. Els passius, amb el negre, en perden. Els actius, en combinació amb el blanc, perden força. En canvi, els passius guanyen en vivor. El lila es comporta com a passiu en combinar-se amb clars i foscos.
A més desenvolupa una teoria psicofisiològica de la influència dels colors per la qual associava el blau i el verd provocaria amb la tranquil·litat, el violeta amb alegria, el vermell amb poder, el groc viu ambel ridícul i el groc clar amb la noblesa. Fins avui, tal teoria encara no s'ha provat científicament. El possible significat psicològic o la influència psicològica dels colors queda un problema si tenim en compte els daltonians, com ho va aixecar Ludwig Wittgenstein als seu assaig Al voltant del color. En va dir: «la teoria del color, de Goethe, que, amb totes les coses absurdes, té punts molt interessant i m'estimula a pensar».

Espectre lluminós segons la teoria de Goethe. Quan un feix de llum està envoltat de foscor, trobem tons groc-vermellosos en la part superior, i blau-violacis en la part inferior. L'espectre amb el verd al centre apareix solament quan les vores violàcies se superposen a la part vermella-groga

## Influència

Quan un feix de foscor està envoltat de llum, trobem tons blau-violacis en la vora superior, i groc-vermellosos en la inferior. Quan les vores se solapen, apareix el magenta al centre

Molts filòsofs i físics, entre els quals Arthur Schopenhauer, Werner Heisenberg, Ludwig Wittgenstein i Hermann von Helmholtz, van quedar fascinats per la teoria de Goethe. Mitchell Feigenbaum estava convençut que Goethe tenia raó. La seva influència es va estendre al món de l'art, especialment a l'obra de J.M.W. Turner que va estudiar l'obra de Goethe. Hi fa referencià en els títols de moltes de les seves obres.
Goethe va considerar que la seva pròpia teoria era una explicació més general, i que les observacions d'Isaac Newton eren casos especials dins de la seva teoria. L'obra de Goethe no va rebre gaire acceptació entre la comunitat física de l'època i, normalment, no es tracta en els treballs moderns d'història de la ciència. Els físics han acceptat, no obstant, que cal distingir entre l'espectre òptic tal com el va observar Newton i el fenomen de la percepció humana. Els descobriments sobre la manera com el cervell interpreta els colors, com per exemple la constància de color i la teoria d'Edwin Land, tenen moltes similituds amb la teoria de Goethe —en particular, l'èmfasi en la lluentor i el contrast com a factors determinants de la percepció del color.
La Teoria dels colors no sols trenca radicalment amb les teories òptiques newtonianes del seu temps, sinó que també ho fa amb tota la metodologia de la Il·lustració concernent al reduccionisme científic. Encara que la teoria no va ser ben rebuda pels científics, Goethe –considerat una de les figures intel·lectuals més importants de l'Europa moderna– considerava que la seva teoria del color era el seu màxim assoliment. El teòric holístic Rupert Sheldrake esmenta la Teoria dels colors com un exemple inspirador de la filosofia holística. A la introducció del llibre, s'hi destaca la filosofia de la ciència única de Goethe.

## Impacte artístic
Els pintors impressionistes i postimpressionistes van tenir molt presents les observacions de Goethe. Algunes obres de Van Gogh o Monet, per exemple, mostren un tractament del color que s'hi adiu: observem com les ombres que projecten fonts de llum groguenques són representades amb colors porpres i blavosos.
Les teories de Goethe també han influït artistes contemporanis, com és el cas de Roger Crossgrove (1958-2008), que a Estudi d'ombres acolorides (1987) emprà una sèrie de llums vermelles, verdes, blaves i grogues a fi d'incrementar la saturació de les ombres. Quan aquestes se superposaven, era possible veure mescles secundàries, com la del porpra i el taronja.

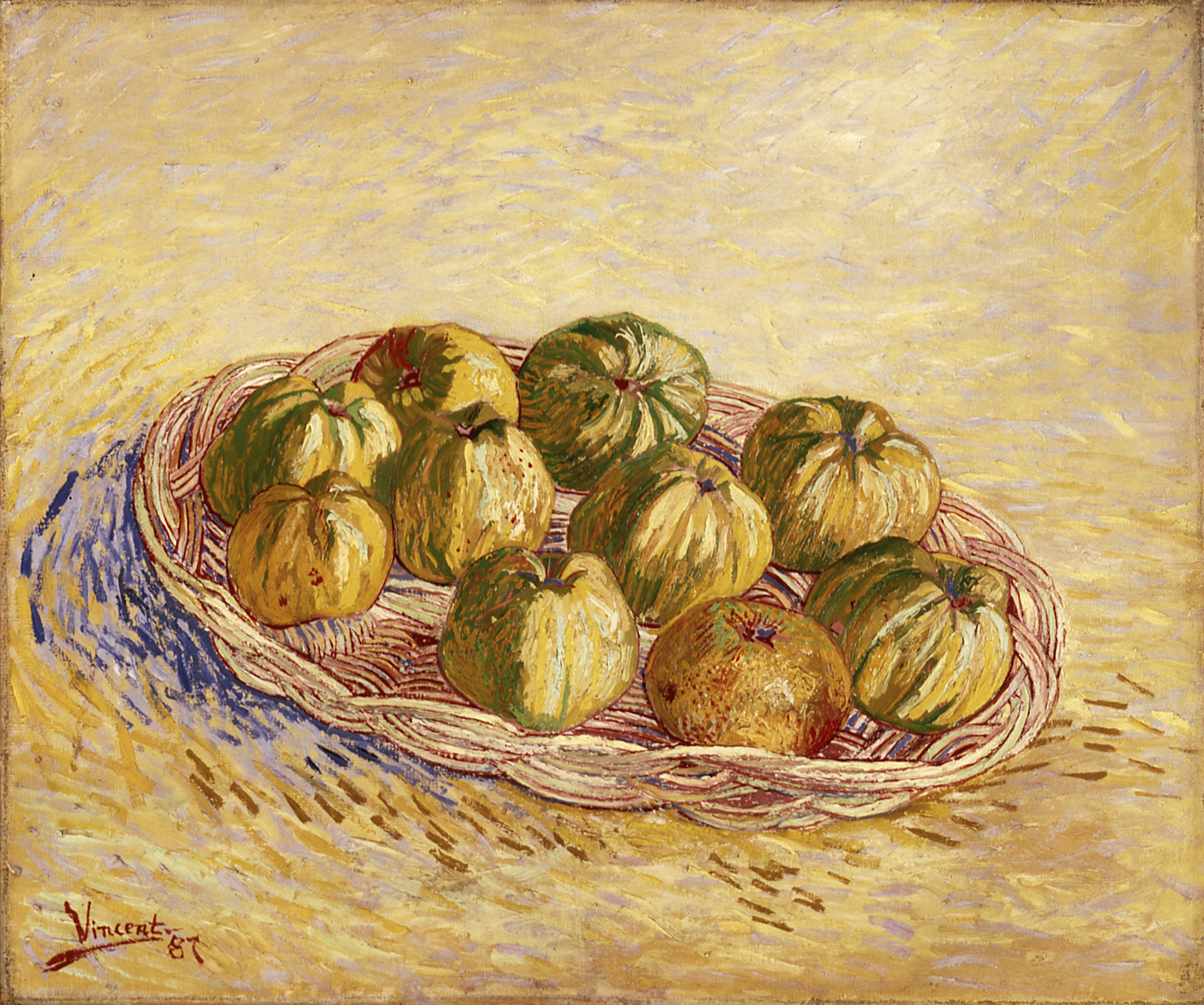
Vincent van Gogh. Natura morta, Cistell de pomes.

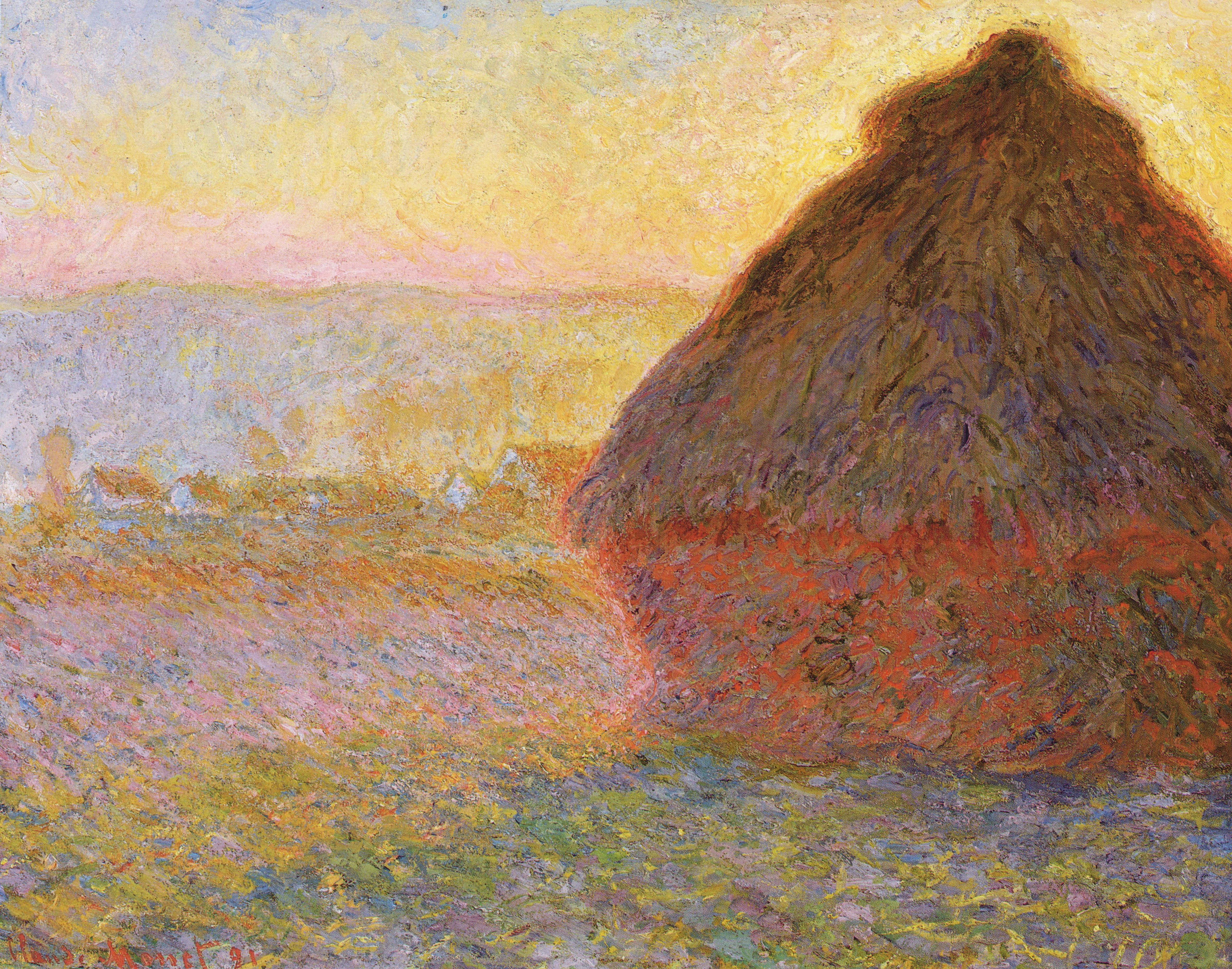
Claude Monet. Paller.